# 南北高速道路東区間 (ベトナム)

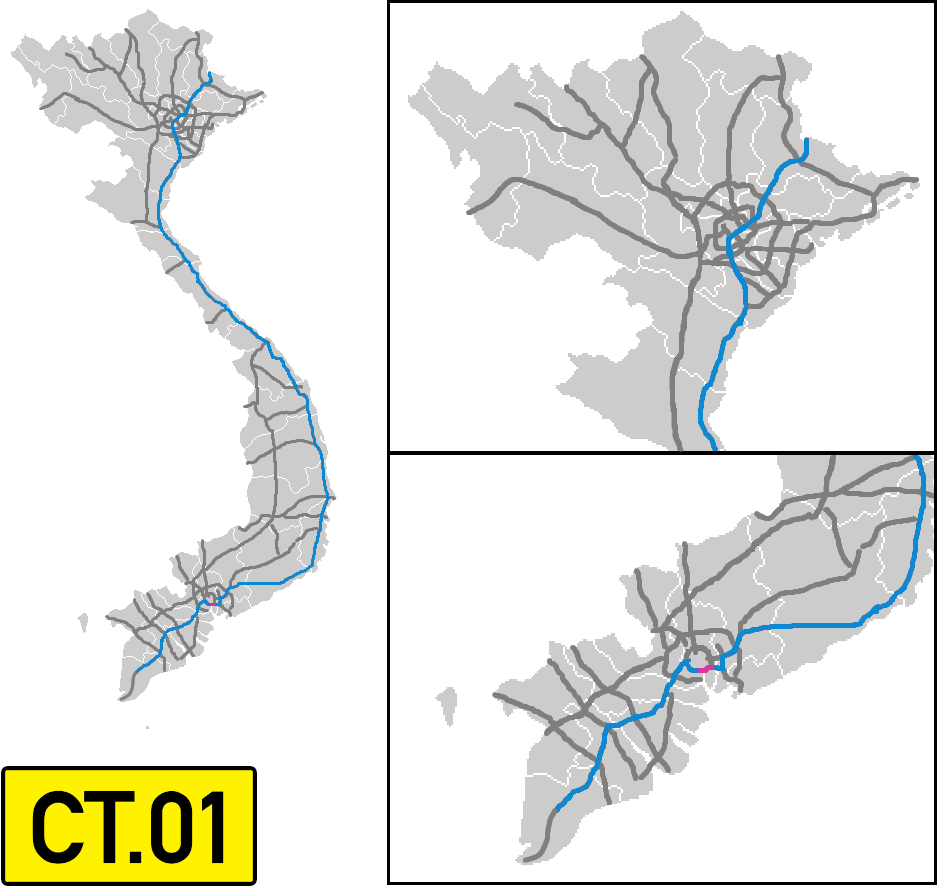
高速道路地図東区間
青: 供用中
赤: 建設中／計画中

南北高速道路東区間（なんぼくこうそくどうろとうくかん、ベトナム語：'Đường cao tốc Bắc-Nam phía Đông、英語：North–South expressway East）はベトナムの一部建設予定中の高速道路。標識としては「CT.01」と表記されている。国道1号線沿いにハノイからカントーまでの区間を通る。
全線で1,941kmの長さを予定しており、総建設費は350兆ドン（約185億米USドル）。
認可された計画によると、 2010年までに4か所が供用され、この区間の総工事費は135兆ドンである。